# Малиновка (Моргауський район)
Мали́новка (рос. Малиновка, чув. Малиновка) — присілок у Чувашії Російської Федерації, у складі Моргауського сільського поселення Моргауського району.
Населення — 110 осіб (2010; 123 в 2002, 129 в 1979; 131 в 1948). Національний склад — чуваші, росіяни, татари.

## Історія
Присілок утворився 1947 року у зв'язку з розукрупненням артілі «Авангард» села Моргауші. 10 квітня 1948 року утворено артіль «Зоря». 1959 року присілок увійшов до складу Сундирського району, 1962 року — до складу Чебоксарського, 1964 року — повернутий до складу Моргауського району.